# 3853 Haas
A 3853 Haas (ideiglenes jelöléssel 1981 WG1) a Naprendszer kisbolygóövében található aszteroida. Edward L. G. Bowell fedezte fel 1981. november 24-én.